# George Johnstone Stoney
George Johnstone Stoney (Birr, 1826. február 15. – Notting Hill, London, 1911. július 5.) ír fizikus, az elektron elnevezője. Öccse, az 1828-ban született Bindon Blood Stoney a dublini kikötőben volt mérnök, és emellett a város több hídját is ő tervezte. Egyik fia, George Gerald Stoney (1863–1942) és unokaöccse, George Francis Fitzgerald (1851–1901) is tudományos pályára lépett; mindketten a Royal Society tagjaivá váltak.

## Élete
Felmenői között angolok és írek is előfordultak; ő írnek vallotta magát. Egy Oakley Park nevű kis faluban (tanyán?) született az Offaly megyében található Birrhez közel. Apja George Stoney (1792–?) volt, anyja Anne Blood (1801–1883).
Az alapszakot a dublini Trinity College-ban végezte el 1848-ban. 1848–1852 között William Parsons csillagász asszisztense volt a szülőfalujához közeli Birr kastélyban (Parsonstown), ahol Parsons megépítette Leviatánnak nevezett távcsövét, amely egészen a 20. század elejéig a világ legnagyobb távcsöve maradt. Emellett folytatta a fizika szakot a Trinity College-ban, és a mester szakot 1852-ben végezte el.
Parsons közbenjárására 1852 és 1857 között Galway-ben, a jelenlegi Ír Nemzeti Egyetemen (akkori nevén: Queen's College Galway) volt a természetbölcselet professzora. 1857-től a három kollégium összevonásával létrehozott új intézményt Queen's University of Ireland-nek hívták, és Stoney 1852-től 1880-ig ennek titkárságán, adminisztratív munkakörben dolgozott. Az 1860-as évektől vállalt szerepet a Brit tudományos Társaság (British Science Association; akkor nevén: British Association for the Advancement of Science) bizottságaiban. Az 1880-as évek legelején lett a Civil Service Examinations nevű szervezet szuperintendánsa, és ezt a posztot nyugdíjba vonulásáig, 1893-ig meg is tartotta. Eközben hosszú ideig volt a Royal Society mintájára létrehozott Dublini Királyi Társaság (Royal Dublin Society) titkára és elnökhelyettese.
Ezután Londonba költözött, és ott a Royal Society titkára lett. Otthonában halt meg.
Unokatestvérét, Margaret Sophia Stoney-t vette feleségül. Két fiuk és három lányuk született.

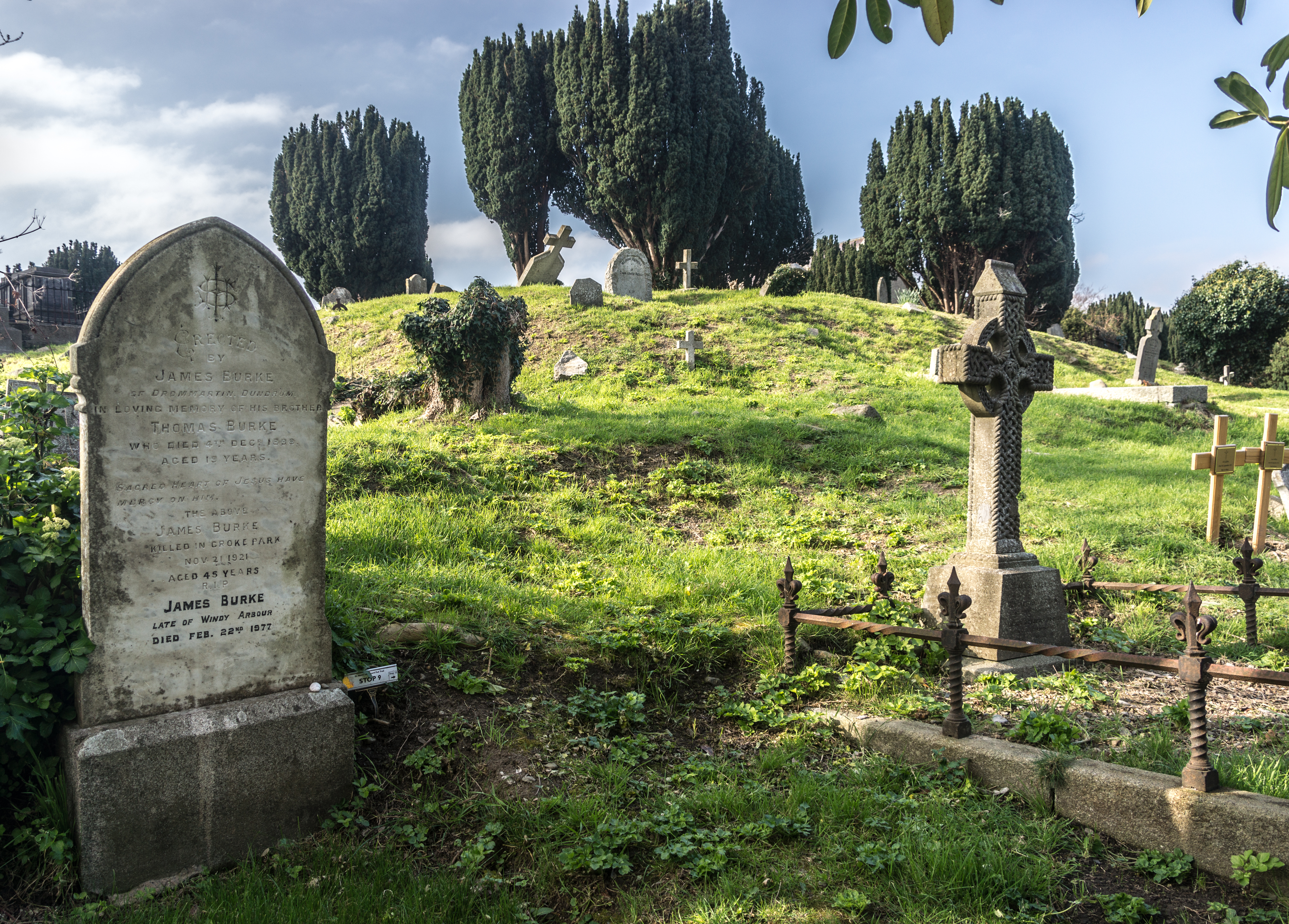
A Szent Nahi-templom temetője

## Munkássága
Mivel szinte mindvégig adminisztratív munkakörökben dolgozott, a tudománnyal szabadidejében, önnön kedvtelésére foglalkozott — ám így is jelentős eredményeket ért el. Több mint 75 tudományos publikációt adott közre; többségüket a Dublini Királyi Társaság kiadványaiban.
Érdemben hozzájárult a molekuláris fizika, a molekulaspektroszkópia, az asztrofizika és a kinetikus gázelmélet fejlesztéséhez. Meghatározta, hány molekula van a normál állapotú gáz egy mm³-ében. 1870 elején a kinetikus gázelméletet a bolygók atmoszférájára alkalmazva képes volt megmagyarázni, hogy miért nincs a Föld légkörében hidrogén, illetve hogy a legtöbb holdnak miért nincs légköre. Arra a következtetésre jutott, hogy a Mars felszínén nem lehet (folyékony) víz.
Spektroszkópiai tanulmányainak egyik eredménye, hogy Johann Balmer előtt fölfedezte a látható fény tartományában a hidrogén négy színképvonalát és képletbe foglalta ezek elhelyezkedésének szabályszerűségét.
1874-ben módszert dolgozott ki az elektromos töltés becslésére, és bár a módszer jó volt, a becslés pontatlan lett, mert tévesen határozta meg, hány atom van egy gramm hidrogénben. Mindenesetre ezzel elsőként ő határozta meg az elektromosság alapegységét, amit akkor még az „elektromosság atomjának” tekintettek. Ennek megnevezésére Stoney javasolta az „elektron” szót.
1891-ben magyarázatot dolgozott ki a dupla, illetve tripla színképvonalak megjelenésére.
Sok ismeretet gyűjtött a Nap fényjelenségeiről. A legtöbb eredményét csak 1898 után publikálta, így azt a számítást is, amellyel igazolta, hogy a Jupiterről minden gázt megtart vonzáskörében; onnan semmi el nem illan.
A tudományok doktora 1902 júniusában lett a Dublini Egyetemen.

### A Stoney-skála
Még Planck előtt ráébredt arra, hogy az egységes mezőelmélet leírásához célszerű új mértékegységeket használni, és e célra a fizikusok egészen a Planck-hossz és származékainak bevezetéséig az általa alkotott és róla elnevezett Stoney-skála kategóriáit használták.

## Fordítás
Ez a szócikk részben vagy egészben  a   George Johnstone Stoney című angol Wikipédia-szócikk ezen változatának fordításán alapul.  Az eredeti cikk szerkesztőit annak laptörténete sorolja fel. Ez a jelzés csupán a megfogalmazás eredetét és a szerzői jogokat jelzi, nem szolgál a cikkben szereplő információk forrásmegjelöléseként.